# Labi
Labi (?-1040/1041), władca afrykańskiego ludu Takruru, pierwszy który przyjął islam. Nakłonił również arystokracje swego plemienia do przejścia na islam. Wspierany przez Abd Allaha ibn Jasina z berberyjskiej dynastii Almorawidów przyłączył się do świętej wojny przeciwko Imperium Ghany.